# Cseh Szabolcs
Cseh Szabolcs Imre (románosan Sobi Cseh vagy Szobi Cseh; Csíkszereda, 1942. december 11. – Bukarest, 2014. augusztus 1.) romániai magyar színész, kaszkadőr; az egyik legismertebb romániai kaszkadőr, a román kaszkadőriskola megteremtője.
Több mint százötven filmben játszott mint színész vagy kaszkadőr, illetve működött közre szakértőként, ezek közül a legismertebbek a Florin Piersic főszereplésével forgatott betyárfilmek, valamint a Sergiu Nicolaescu rendezésében készült történelmi és akciófilmek.

## Élete
Egyetemistaként a Bukaresti Állami Cirkuszban dolgozott mint trapézakrobata. Több évtizeden keresztül a bukaresti Dráma- és Filmakadémián tanított színpadi mozgást. 2008-ban létrehozta a Gladiátor Egyesületet, amelynek fő tevékenysége hátrányos helyzetű – árva, hajléktalan, fogyatékkal élő – gyerekek támogatása. 2014. augusztus 1-jén rákbetegség következtében hunyt el hetvenegy éves korában Bukarestben.